# MOTA
株式会社MOTA（モータ）は、東京都港区に本社を置く日本の企業。
自動車総合ポータルサイト「MŌTA（モータ）」を始めとする自動車関連の情報・サービスを提供する。

## 概要
1999年に米国オートバイテルインク社の日本法人として設立され、新車の一括見積りサービスを基幹事業とした。2007年にはSBIホールディングスの連結子会社となる。2018年に経営体制を変更して自動車産業のDX事業を主要業務とし、自動車の売却比較サービス「MOTA買取」を開始する。自動車売買の「MOTAオークション」など事業領域を拡張している。

## 沿革
- 1999年（平成11年）6月3日 - インターネット自動車販売仲介事業の米国最大手オートバイテルインク社の日本法人としてオートバイテル・ジャパン株式会社を設立。
- 2003年（平成15年）- 株式会社カカクコムと業務提携を開始。
- 2004年（平成16年）- 本社を東京都港区芝へ移転。
- 2006年（平成18年）- Yahoo!自動車へコンテンツ提供を開始。
- 2007年（平成19年）
  - オートバイテルインク社と資本関係を解消、およびライセンス契約を変更。
  - SBIホールディングスの連結子会社となる。
- 2008年（平成20年）- 商号をオートックワン株式会社に変更。
- 2016年（平成28年）- 本社を東京都港区赤坂に移転。
- 2018年（平成30年）- 中古車買取サービス「Ullo（ウーロ）」[2]を開始。
- 2019年（令和元年）
  - 5月 - ポータルサイトの名称を「MŌTA」へ変更[3][4]し、サービス名称Ulloを「MOTA買取」へ変更する。
  - 9月 - 商号を株式会社MOTAに変更[5]。
- 2020年（令和2年） - オリックス自動車と業務提携して新車カーリース事業「MOTA定額マイカー」を開始[6]。
- 2021年（令和3年） - オリックス自動車、オークネット、3社共同で中古車カーリース事業「MOTA中古車カーリース」を開始[7]。
- 2022年（令和4年）
  - 2月 - 自動車売却希望者と中古車販売店を直接つなぐ自動車買取システム「MOTAオークション」を開始[8]。
  - 6月 - ネット中古車売買サービス「MOTA DIRECT」を開始[9]。
- 2023年（令和5年）
  - 9月 - MOTA買取の申込数累計45,000件
  - 9月 - 「一括車買取査定、MOTA車買取」に関する特許出願
- 2024年（令和6年）
  - 1月 - MOTA買取の申込数累計50,000件

## サービス
- MOTA車買取
- MOTAオークション
- 新車見積もり

## CMタレント・声優等
- 中井和哉（2022年 -、MOTA買取 ラジオCM）
- ココリコ（2022年 -、MOTA買取 CM）
- バカリズム（2023年 -、MOTA買取 CM）